# Rothschildia hopfferi
Rothschildia hopfferi is een vlinder uit de onderfamilie Saturniinae van de familie nachtpauwogen (Saturniidae).
De wetenschappelijke naam van de soort is, als Attacus hopfferi, voor het eerst geldig gepubliceerd door C. Felder & R. Felder in 1859.

## Ondersoorten
- Rothschildia hopfferi hopfferi
- Rothschildia hopfferi hopfflapaziana Brechlin & Meister, 2012[2]
  - holotype: "male. IX-X.2008. Barcode: BC-RBP 3907"
  - instituut: MWM, München, Duitsland
  - typelocatie: "Bolivia, Dep. La Paz, N Yungas, road Caranavi-Coroico, ca. 100 km. NE La Paz, ca. 16.2°S, 67.6°W, 1000-1800 m"